# 1807 en philosophie
Chronologie de la philosophie
- 1803
- 1804
- 1805
- 1806
- 1807
- 1808
- 1809
- 1810
- 1811

L’année 1807 a été marquée, en philosophie, par les événements suivants :

## Publications
- La Phénoménologie de l'esprit, d'Hegel.
- Discours à la nation allemande (Reden an die deutsche Nation) de Fichte.

### Traductions
- Jakob Böhme : Quarante questions sur l'origine, l'essence, l'être, la nature et la propriété de l'âme, trad. Louis-Claude de Saint-Martin, 1807

## Naissances
- 8 octobre : Harriet Taylor Mill, philosophe anglaise, morte en 1858.